# 17. armada (Wehrmacht)
Za druge 17. armade glejte 17. armada.
17. armada (izvirno nemško 17. Armee) je bila armada v sestavi Heera (Wehrmacht) med drugo svetovno vojno.

## Vojna služba
| Datum                       | Nadrejeno poveljstvo             | Področje (vir) |
| januar - maj 1941           | Armadna skupina B                | Vzhodna fronta |
| maj 1941                    | Armadna skupina A                | Vzhodna fronta |
| junij 1941 - avgust 1942    | Armadna skupina Jug              | Vzhodna fronta |
| avgust 1942 - januar 1943   | Armadna skupina S                | Vzhodna fronta |
| januar 1943 - april 1944    | Armadna skupina A                | Vzhodna fronta |
| april - avgust 1944         | Armadna skupina Južna Ukrajina   | Vzhodna fronta |
| avgust - oktober 1944       | Armadna skupina Severna Ukrajina | Vzhodna fronta |
| oktober 1944 - februar 1945 | Armadna skupina A                | Vzhodna fronta |
| februar - maj 1945          | Armadna skupina Sredina          | Vzhodna fronta |

## Organizacija

### Stalne enote
- Höh. Arko 304
- Korück 550
- Armee-Nachrichten-Regiment 596
- Kommandeur der Armee-Nachschubtruppen 591

### Dodeljene enote
15. januar 1941
- III. Armeekorps
- XVII. Armeekorps
- XXXIV. Armeekorps
- IX. Armeekorps
- XIV. Armeekorps
- XXXX. Armeekorps

7. avgust 1941
- XXXXIX. Armeekorps
- LII. Armeekorps

11. maj 1942
- XXXXIV. Armeekorps
- IV. Armeekorps
- LII. Armeekorps

1. december 1942
- XXXXIX. Armeekorps
- XXXXIV. Armeekorps
- Korps Förster
- V. Armeekorps
- Konjeniški (romunski) korpus

1. junij 1943
- XXXXIX. Armeekorps
- XXXIV. Armeekorps
- V. Armeekorps
- Konjeniški (romunski) korpus

3. december 1943
- V. Armeekorps
- XXXXIX. Armeekorps

15. april 1944
- XXXXIX. Armeekorps
- V. Armeekorps
- I. gorski (romunski) korpus
- Konjeniški (romunski) korpus

26. november 1944
- LIX. Armeekorps
- XI. SS-Armeekorps

7. maj 1945
- VIII. Armeekorps
- XVII. Armeekorps
- XXXX. Armeekorps

## Poveljstvo
Poveljnik
- General pehote Karl-Heinrich von Stülpnagel (15. februar 1941–25. november 1941)
- Generalpolkovnik Hermann Hoth (25. november 1941–20. april 1942)
- Generalpolkovnik Hans von Salmuth (20. april 1942–1. junij 1942)
- Generalpolkovnik Richard Ruoff (1. junij 1942–24. junij 1943)
- Generalpolkovnik Erwin Jaenecke (24. junij 1943–2. marec 1944)
- Generalfeldmarschall Ferdinand Schörner (2. marec 1944–25. marec 1944)
- Generalpolkovnik Erwin Jaenecke (31. marec 1944–30. april 1944)
- General pehote Karl Allmendinger (1. maj 1944–25. julij 1944)
- General pehote Friedrich Schulz (25. julij 1944–30. marec 1945)
- General pehote Wilhelm Hasse (30. marec 1945–8. maj 1945)